# Gabriele dell'Addolorata
Gabriele dell'Addolorata, al secolo Francesco Possenti (Assisi, 1º marzo 1838 – Isola del Gran Sasso d'Italia, 27 febbraio 1862), è stato un religioso e mistico italiano della Congregazione della Passione di Gesù Cristo.
Proclamato santo nel 1920 da papa Benedetto XV, la sua memoria liturgica è celebrata il 27 febbraio o il giorno seguente nella messa tridentina. È patrono della regione Abruzzo, della Gioventù cattolica italiana e dei comuni di Martinsicuro (TE), Civitanova Marche (MC) e Bovolenta (PD).

## Biografia

### Gli anni giovanili
Undicesimo di tredici figli, Francesco nacque ad Assisi, città che il padre, nobile ternano e governatore pontificio sotto Gregorio XVI prima e Pio IX dopo, fu incaricato di presiedere. I genitori, Sante Possenti e Agnese Frisciotti, si erano sposati a Civitanova Marche, città natale di lei, nel Santuario di San Marone, il 13 maggio 1823.
All'età di quattro anni morì la madre, e la famiglia seguì i vari spostamenti che la professione paterna comportava. Questo fino a quando si stabilirono a Spoleto dove Francesco, ospite del collegio dei Gesuiti annesso alla Chiesa di Santa Maria della Concezione, frequentò gli insegnamenti dei Fratelli delle scuole cristiane e dei Gesuiti stessi . Egli conduceva una vita normale per un ragazzo della sua età e della sua epoca. Era noto per la sua personalità affettuosa ed estroversa. Rischiò una volta la vita in un incidente di caccia. Come un qualunque giovane suo coetaneo Francesco attirava l'attenzione delle ragazze della città. Durante una malattia, ancora ragazzino, promise di diventare religioso se fosse guarito. Guarì due volte, ma egli procrastinò questo impegno. Francesco riusciva bene a scuola, nonostante un'infanzia marcata dalla morte di tre sorelle e soprattutto della madre.

### Vocazione religiosa
(San Gabriele dell'Addolorata)

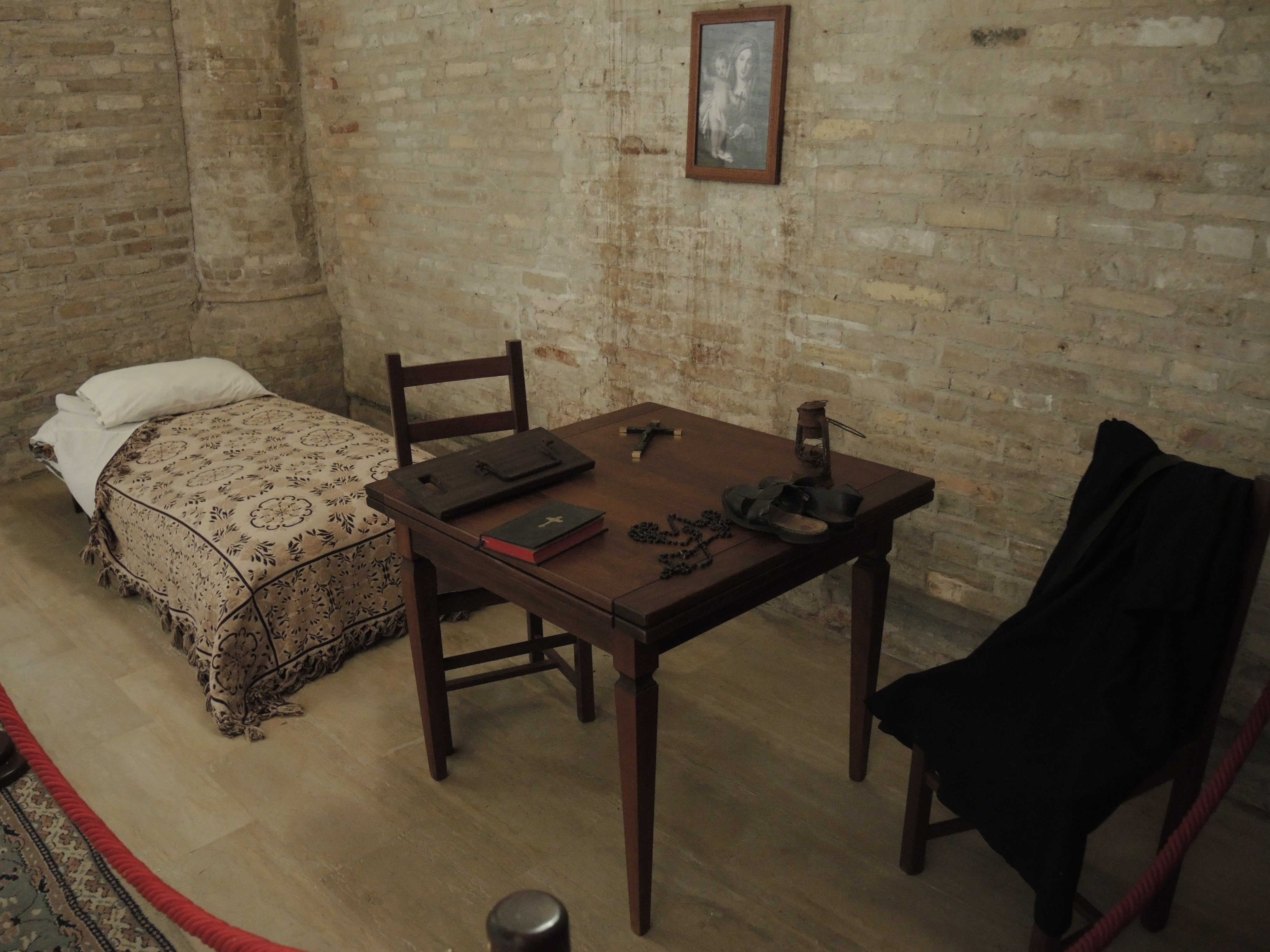
La camera dove alloggiò l'8 luglio 1859, nella chiesa di Santa Maria a Mare a Giulianova

Durante la processione dell'icona del duomo di Spoleto, il 22 agosto 1856, Francesco sentì una voce interiore (locuzione mariana) che lo invitava a lasciare la vita borghese per farsi religioso passionista. Il padre, Sante Possenti, gli presentò forti difficoltà, ma Francesco fu in grado di vincere tutti i suoi argomenti e di persuaderlo della natura genuina della propria vocazione religiosa.
Francesco prese i voti nella comunità passionista assumendo il nome di 'Gabriele dell'Addolorata', assecondando la devozione per la Madonna Addolorata radicata in lui fin dall'infanzia, ispirata da una statuetta della Pietà che la madre conservava in casa. Al termine del noviziato pronunciò il voto tipico dei passionisti: diffondere la devozione al Cristo Crocifisso e in seguito anche alla Vergine Addolorata. I suoi scritti (epistolario e pagine di spiritualità) riflettono la sua intensa relazione con il Signore e la Vergine Maria. In particolare nelle Risoluzioni descrive in dettaglio la via seguita per raggiungere l'unità con la Passione di Cristo e i dolori di Maria, conseguendo così la perfezione secondo la regola passionista.

### Gli ultimi anni
Trascorse sei anni nella congregazione passionista (1856-1862). Dopo studi filosofici a Pieve Torina, nelle Marche, si recò in Abruzzo per compiere studi teologici, trovando ospitalità, durante il viaggio dell'8 luglio, verso Isola del Gran Sasso, a Giulianova, nella chiesa di Santa Maria a Mare, ove è ancora conservata la camera in cui alloggiò. Verso gli ultimi due anni, quando era già in comunità a Isola del Gran Sasso d'Italia presso il ritiro della Concezione (1859-1862), venne colpito dalla tubercolosi ossea, ma si sforzò sempre di seguire in tutto la vita regolare conventuale compatibilmente con la sua situazione di malattia. Fino a due mesi precedenti la morte poté seguire le celebrazioni liturgiche. Mantenne fino alla fine la sua abituale serenità di animo, al punto che gli altri confratelli erano desiderosi di passare del tempo al suo capezzale, oltre ai normali doveri di assistenza. Gabriele si rassegnò totalmente alla sua morte imminente. Prima che potesse venire ordinato sacerdote, per motivi di salute e per i motivi politici (l'Abruzzo era da poco passato dal regno delle Due Sicilie al Regno d'Italia), Gabriele morì, all'età di soli 23 anni, nel suo monastero passionista, stringendo al petto un'immagine della Madonna Addolorata.

### La beatificazione e la canonizzazione
Papa Pio X lo ha proclamato beato nel 1908, mentre Benedetto XV lo ha canonizzato nel 1920. Pio XI lo ha dichiarato patrono della gioventù cattolica. Nel 1959, Giovanni XXIII lo ha dichiarato patrono dell'Abruzzo, dove Gabriele passò gli ultimi tre anni della sua vita.

## Il culto

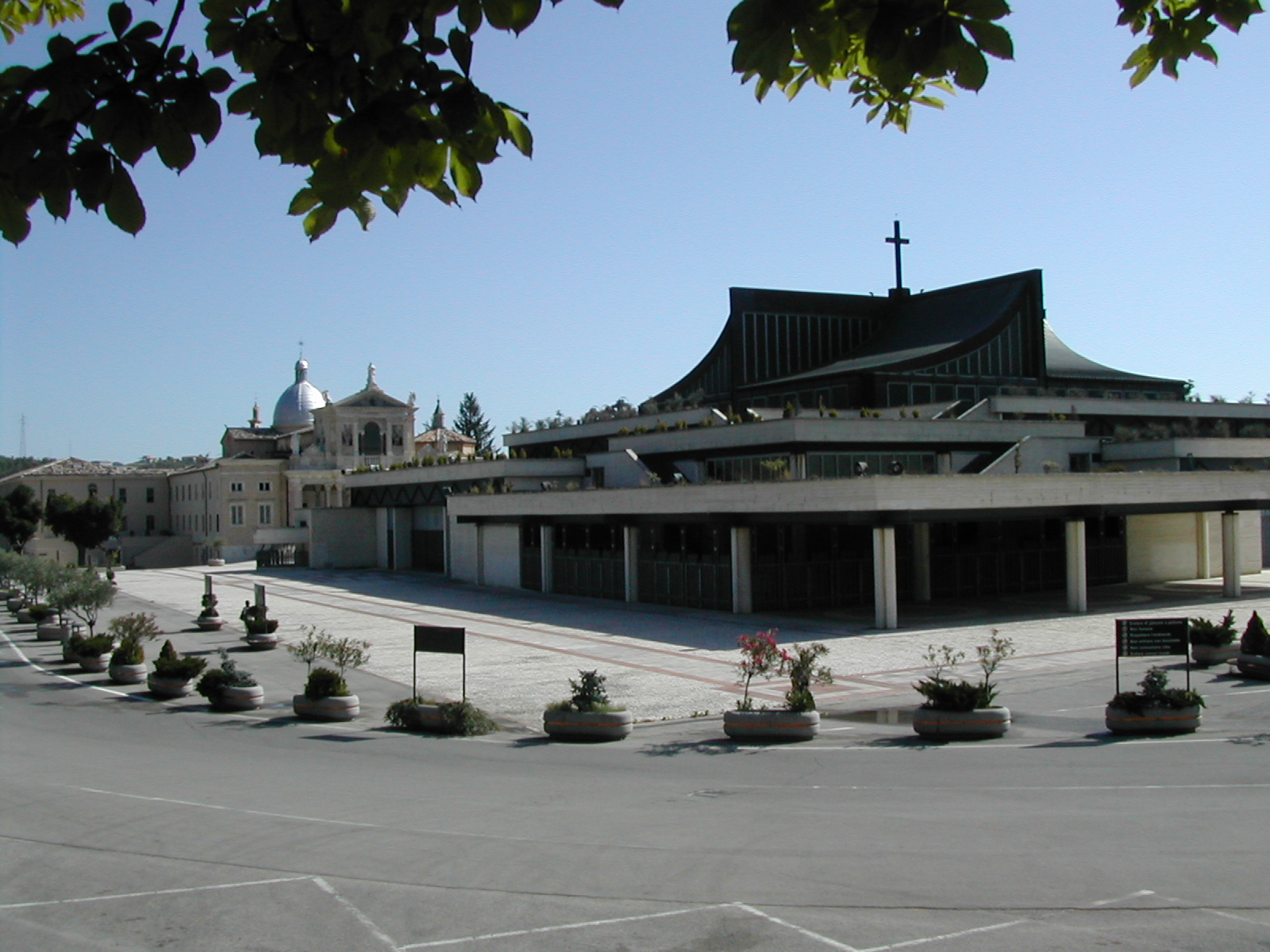
Il santuario di San Gabriele dell'Addolorata con il moderno edificio in primo piano e la chiesa antica sullo sfondo

Ogni anno numerosi pellegrini si recano nel santuario di San Gabriele ad Isola del Gran Sasso per visitare la sua tomba e il convento dove visse gli ultimi anni, per accostarsi ai sacramenti della penitenza (confessione) e dell'eucaristia. Il culto di san Gabriele è diffuso soprattutto in Abruzzo, specialmente fra i giovani cattolici italiani, ed emigranti italiani ne hanno diffuso il culto anche negli Stati Uniti d'America, in America Centrale e Meridionale in Canada ed Australia. Il culto del santo viene spanto anche dalla Congregazione della passione di Gesù Cristo a cui appartenne Gabriele.
Numerose persone hanno riferito di miracoli ottenuti attraverso la sua intercessione e patrocinio. Santa Gemma Galgani sostenne che per intercessione di san Gabriele era guarita da una grave malattia. Con il suo esempio la santa lucchese definì meglio la sua vocazione passionista.

Un'altra testimonianza della mano miracolosa del giovane Santo proviene dal Veneto, ove vive la signora Albina Gomiero. Nipote di un ex-parroco Monsignore del trevigiano, narra che da piccola era ormai condannata a morire per una grave malattia. Fino alla notte in cui le apparve in sogno "quel giovanetto del quadro", come dichiarò allo zio prelato l'indomani mattina, riferendosi all'effigie di San Gabriele che il religioso teneva nel suo studio in canonica. Da allora la signora si reca ogni anno nel Santuario di Isola del Gran Sasso.

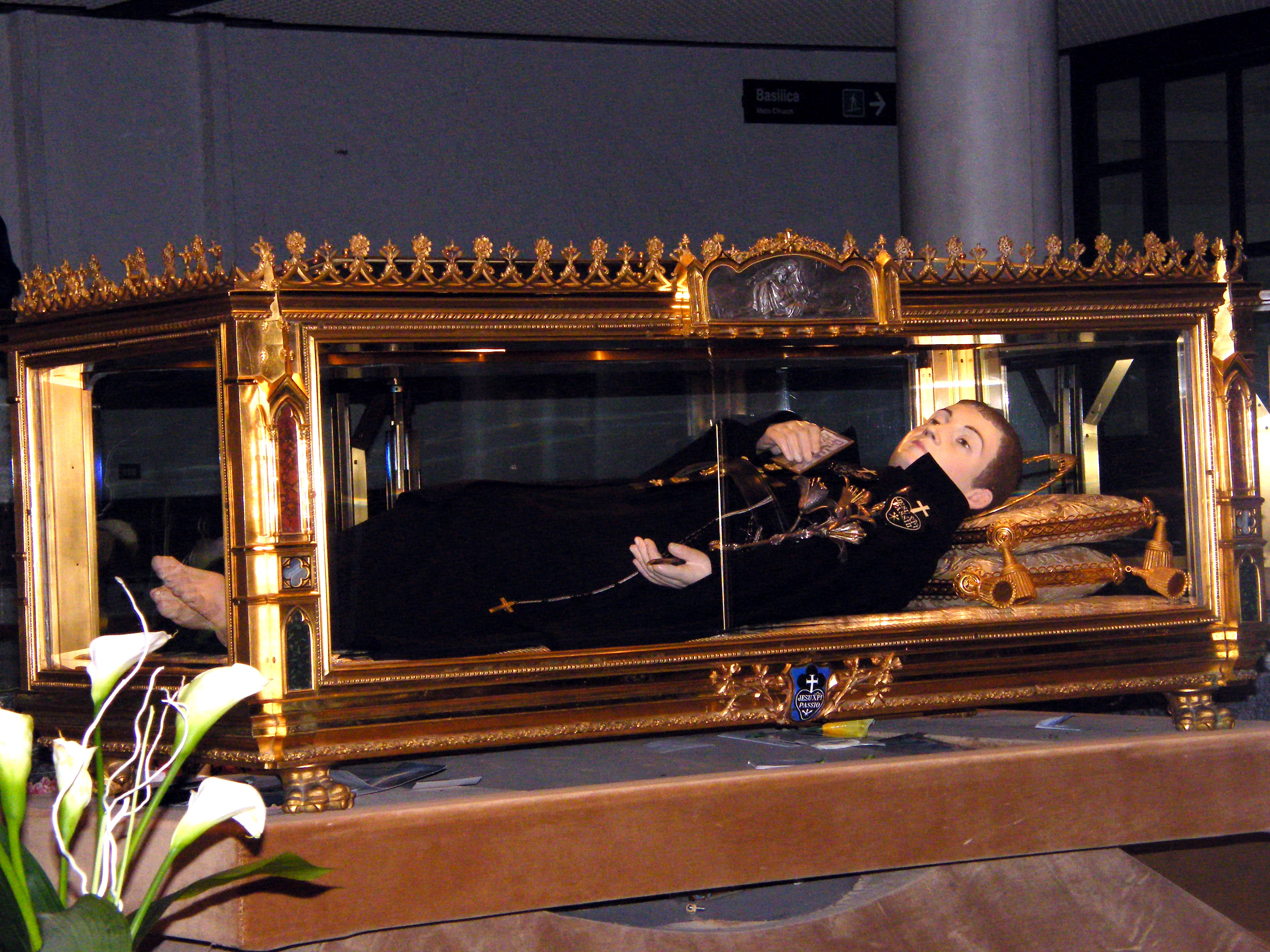
L'urna con i resti di S. Gabriele nel moderno santuario

San Gabriele è molto venerato nella Regione Marche, in modo particolare nelle province di Macerata, Fermo e Ascoli Piceno. Una devozione particolare è nella Val di Chienti precisamente a Morrovalle dove ha fatto il noviziato nel convento dei Padri Passionisti e nella Città di Civitanova Marche, città natale della mamma del Santo. Qui il 13 maggio 1823 nel santuario di San Marone Martire si sposarono i suoi genitori Sante Possenti e Agnese Frisciotti. Il papà Sante amministrò per quattro anni questa città. Inoltre il giovane Gabriele soggiornò a Civitanova il 9 settembre 1856. A Lui è intitolata una parrocchia e la banda cittadina. San Gabriele dell'Addolorata è patrono della Città di Civitanova Marche assieme a San Marone Martire e Santa Maria Apparente. Inoltre a Civitanova sono anche custodite e venerate in artistici reliquiari tre Sacre Reliquie Insigni del giovane santo concittadino. Ogni anno, quando mancano cento giorni all'inizio dell'esame di Stato delle scuole secondarie di secondo grado, migliaia di studenti dell'Abruzzo e delle Regioni vicine si recano al santuario per partecipare alla messa e pregare per il buon esito dell'esame. Dopo la liturgia, all'esterno avviene la benedizione delle penne, con cui i diplomandi affronteranno l'esame scritto di maturità. La giornata si conclude in festosa allegria e serenità. Si ricorda che non esistono fotografie di Gabriele: i ritratti sono tutti postumi e pochi realizzati da chi lo ricordava in vita.

## Filmografia
- San Gabriele (2001), regia e sceneggiatura di Maurizio Angeloni.